# 贝勒丰 (维埃纳省)
贝勒丰（法語：Bellefonds，法語發音：[bɛlfɔ̃]）是法国新阿基坦大区维埃纳省的一个市镇，属于沙泰勒罗区。

## 地理
贝勒丰（46°38'47"N, 0°35'29"E）面积8.5 平方千米，位于法国新阿基坦大区维埃纳省，该省份为法国中西部省份，北起曼恩-卢瓦尔省和安德尔-卢瓦尔省，西接德塞夫勒省，南至夏朗德省，东南接上维埃纳省，东临安德尔省。
与贝勒丰接壤的市镇（或旧市镇、城区）包括：阿尔希尼、博讷、博讷伊马图尔、拉沙佩勒穆利耶尔。

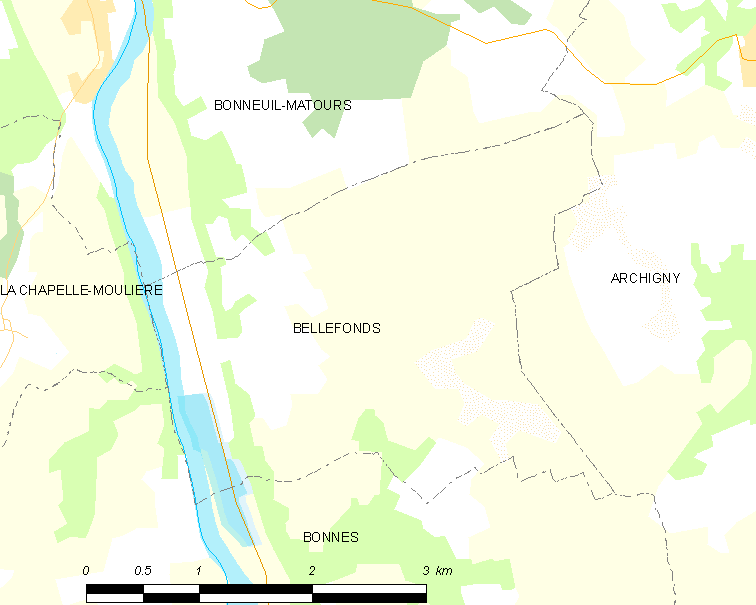
的OSM定位图

贝勒丰的时区为UTC+01:00、UTC+02:00（夏令时）。

## 行政
贝勒丰的邮政编码为86210，INSEE市镇编码为86020。

## 政治
贝勒丰所属的省级选区为绍维尼县。

## 人口

1962-2008年间人口变化图示

贝勒丰于2022年1月1日时的人口数量为250人。